# Sögel
Sögel ist eine Gemeinde und der Verwaltungssitz in der Samtgemeinde Sögel im Landkreis Emsland im westlichen Niedersachsen (Deutschland).
Die Gemeinde, die sich über 55,2 km² Fläche erstreckt, hatte Ende des Jahres 2018 rund 8000 Einwohner.

## Geografie

### Lage
Sögel liegt am Südrand des Hümmlings, eines Geestrückens im Emsland. Östlich von Sögel befindet sich das Quellgebiet der Nordradde, einem Nebenfluss der Ems.

### Nachbargemeinden
Nachbargemeinden sind im Norden die Gemeinden Werpeloh und Spahnharrenstätte, im Osten die Gemeinden Werlte und Lahn in der Samtgemeinde Werlte, im Süden die Gemeinden Hüven, Klein Berßen und Groß Berßen und im Westen die Gemeinde Stavern, sowie in der Samtgemeinde Lathen die Gemeinden Lathen und Renkenberge.

## Geschichte
Sögel (alt: Sugila 1000, Soghelen 1150) ist eine uralte Ansiedlung. Sögel wurde um 1000 erstmals im Heberegister des Klosters Corvey erwähnt. Corvey besaß hier im 11. Jahrhundert drei tributpflichtige Höfe. Das Bestimmungswort sugi bedeutet Schwein, Sau. Das Grundwort la, lo, loh steht für Gehölz. Hier befand sich also ein Gehölz für die Eichelmast der Schweine.

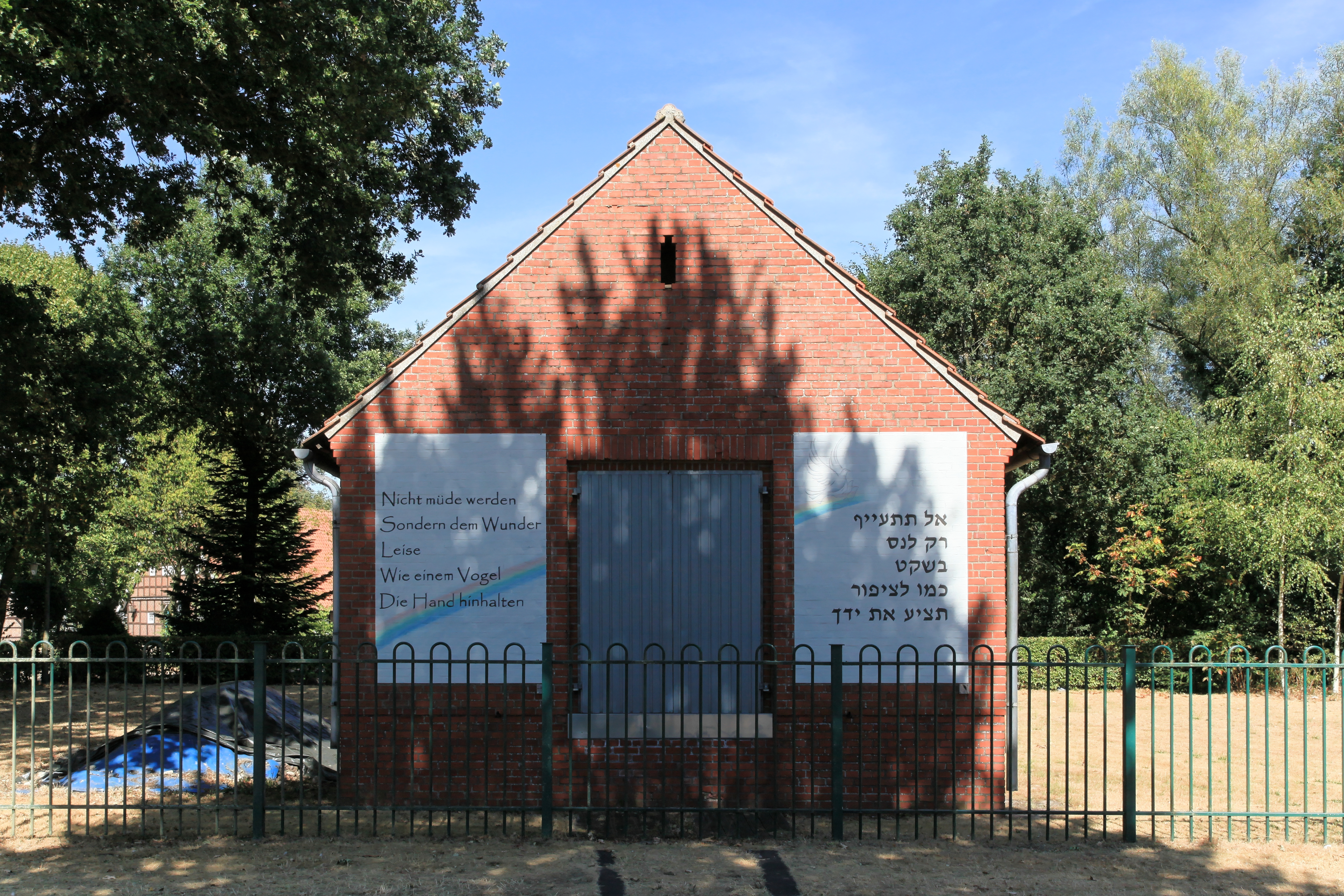
Mauergedicht von Hilde Domin an der Viehwaage Ulmenstraße in deutsch- und hebräischsprachiger Fassung

Bis 1932 war Sögel Sitz des früheren Amtes und späteren Landkreises Hümmling, der dann mit dem Landkreis Aschendorf zum Landkreis Aschendorf-Hümmling zusammengelegt wurde.
In Sögel lebten verhältnismäßig viele jüdische Einwohner, die 1925 5,2 Prozent der Einwohner stellten. Sie bildeten mit den jüdischen Einwohnern von Lathen und Werlte eine Synagogengemeinde. In der NS-Zeit versuchten einige, auszuwandern, doch die Mehrheit blieb im Ort. Sie wurden 1941 und 1942 in den Osten deportiert und wurden in Ghettos oder KZs umgebracht, ebenso wie die in die Niederlande ausgewanderten Gemeindemitglieder. Nur zwei der wenigen Überlebenden der Gemeinde kehrten 1945 nach Sögel zurück. Die Biografie eines der überlebenden in Sögel geborenen Juden, eines ehemaligen Viehhändlers, wird in dem Buch „Gefühlserbschaften im Umbruch. Perspektiven, Kontroversen“ der „Zentralwohlfahrtsstelle der Juden in Deutschland e. V.“ dargestellt.
Die Synagoge in Sögel wurde 1938 in den reichsweiten Novemberpogromen zerstört.
Der in Sögel geborene Bernhard Rakers (1905–1980), war ein NS-Kriegsverbrecher und wurde als der erste Auschwitz-Täter vor einem westdeutschen Schwurgericht wegen seiner Taten zur Rechenschaft gezogen.
In Gedenken an die Sögeler Opfer des Nationalsozialismus sind bis heute etwa 54 Stolpersteine verlegt worden.

### Das Ende des Zweiten Weltkriegs
In Sögel bestand während des Zweiten Weltkriegs ein Ausweichlager für ausgebombte Emder Familien. Sögel wurde am 9. April 1945 vom Lake Superior Regiment (Motor) der kanadischen Armee eingenommen. Bei einem zuvor geflogenen Bombenangriff starben elf Einwohner und zwei deutsche Soldaten. Eine andere Quelle schreibt: „Zwölf Todesopfer (neun Sögeler Einwohner – darunter vier Kinder – und drei deutsche Soldaten) und mehrere Verwundete, von denen noch zwei einige Tage später ihren Verletzungen erlagen, waren zu beklagen.“ Am Folgetag führten deutsche Fallschirmjäger einen Gegenangriff auf den Ort durch. Es kam zu Häuserkämpfen in der Innenstadt von Sögel, wobei die kanadische Armee auch Panzer des Lincoln and Welland Regiments einsetzte. Der Angriff konnte durch die Kanadier abgewehrt werden. Da sie die Unterstützung durch einheimische Zivilisten vermuteten, kam es im Anschluss an die Kämpfe zu Übergriffen kanadischer Soldaten auf diese. Später internierten sie die Zivilbevölkerung in einem Notgefangenenlager und sprengten am folgenden Tag über 70 Häuser entlang der vormaligen Kampflinie. Die kanadische Armee bezeichnete den Kampf um Sögel als einen der für sie schwersten und verlustreichsten während des alliierten Vormarsches in Deutschland. Die knapp gefasste Official Historical Summary der kanadischen Armee nennt Sögel nur in einem Satz zum Vorrücken der 4th Canadian Armoured Division: „On 8 April, it won a bridgehead over the River Ems at Meppen and then pressed forward through Sogel to Friesoythe.“

### Sonderwaffenlager in der Lahner Heide
Während des Kalten Krieges wurde ab 1963 zwischen Sögel und der Gemeinde Werlte ein zentrales Atomwaffenlager für das I. Korps der Bundeswehr und das niederländische I. Korps errichtet und vom Heer und der US Army betrieben. Im Februar 1992 wurden die letzten Atomwaffen aus dem Sondermunitionslager Lahn abtransportiert.

### Eingemeindungen
Mit dem Gesetz zur Neugliederung der Gemeinden in den Räumen Leer und Aschendorf-Hümmling wurde am 1. Januar 1973 Eisten in die Gemeinde Sögel eingegliedert.
Zum Gebiet der heutigen Gemeinde Sögel gehört auch der größte Teil der ehemaligen Gemeinde Wahn, die 1941 für die Vergrößerung des Krupp’schen Schießplatzes eingeebnet wurde.

### Einwohnerentwicklung

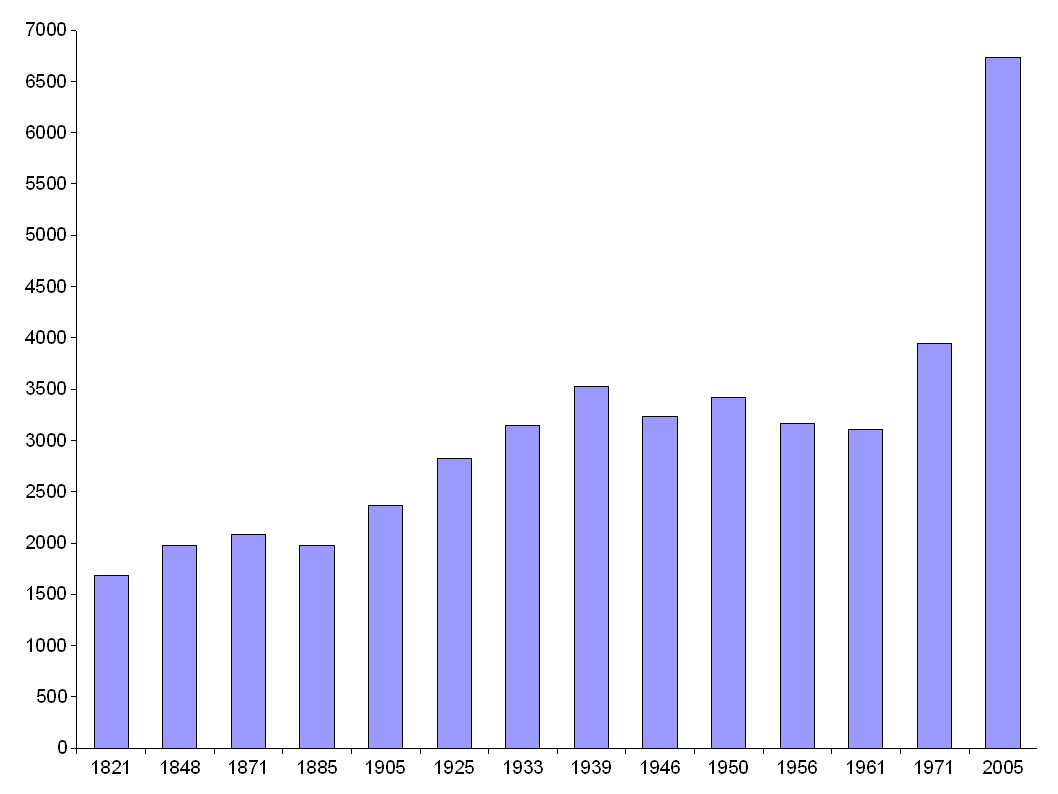
Einwohnerentwicklung von Sögel

(einschließlich des eingemeindeten Ortsteils Eisten)
| Jahr | Einwohner |
| ---- | --------- |
| 1821 | 1681      |
| 1848 | 1979      |
| 1871 | 2086      |
| 1885 | 1971      |
| 1905 | 2367      |
| 1925 | 2824      |
| 1933 | 3146      |
| 1939 | 3526      |

| Jahr | Einwohner |
| ---- | --------- |
| 1946 | 3238      |
| 1950 | 3422      |
| 1956 | 3163      |
| 1961 | 3111      |
| 1971 | 3948      |
| 2005 | 6729      |
| 2013 | 7556      |
| 2015 | 7464      |

Seit 1977 gehört Sögel zum Landkreis Emsland mit Meppen als Kreisstadt.

## Politik

### Gemeinderat
Der Gemeinderat hat 21 gewählte Mitglieder. Die Ratsmitglieder werden durch eine Kommunalwahl für jeweils fünf Jahre gewählt. Die aktuelle Amtszeit begann am 1. November 2021 und endet am 31. Oktober 2026. Dem Gemeinderat gehören seit der Kommunalwahl am 12. September 2021 drei Parteien und ein Einzelbewerber an.
- CDU – 11 Sitze
- SPD – 8 Sitze
- Grüne – 1 Sitz
- Einzelkandidat Franz-Josef Bruns

### Wappen und Flagge
Das vom Heraldiker Ulf-Dietrich Korn entworfene Wappen sowie die Flagge der Gemeinde Sögel wurden am 9. Juni 1983 vom Landkreis Emsland genehmigt.
Blasonierung: „Gespalten von Blau und Rot durch eine eingebogene goldene Spitze, darin ein schwarzes Keilerhaupt; vorn eine goldene Waage; hinten eine Darstellung des heiligen Jakobus des Älteren in Silber, Brustbild mit Evangeliar.“
Begründung: Die Waage weist auf die Bedeutung des Ortes als Gerichtssitz hin, der in der Zeit vor 1400 nachgewiesen ist. Die Darstellung des hl. Jakobus bezieht sich auf das Patronat der Urpfarrei Sögel, welche um das Jahr 800 datiert ist. Das Keilerhaupt symbolisiert die Bedeutung Sögels für die Jagd.
Die Flagge ist im Verhältnis 1:3:1 Rot-Gelb-Rot waagerecht geteilt belegt mit dem Wappen in der Mitte.

## Wirtschaft
Die Tönnies Holding betreibt in Sögel den größten Schweineschlachthof Norddeutschlands.

## Sehenswürdigkeiten

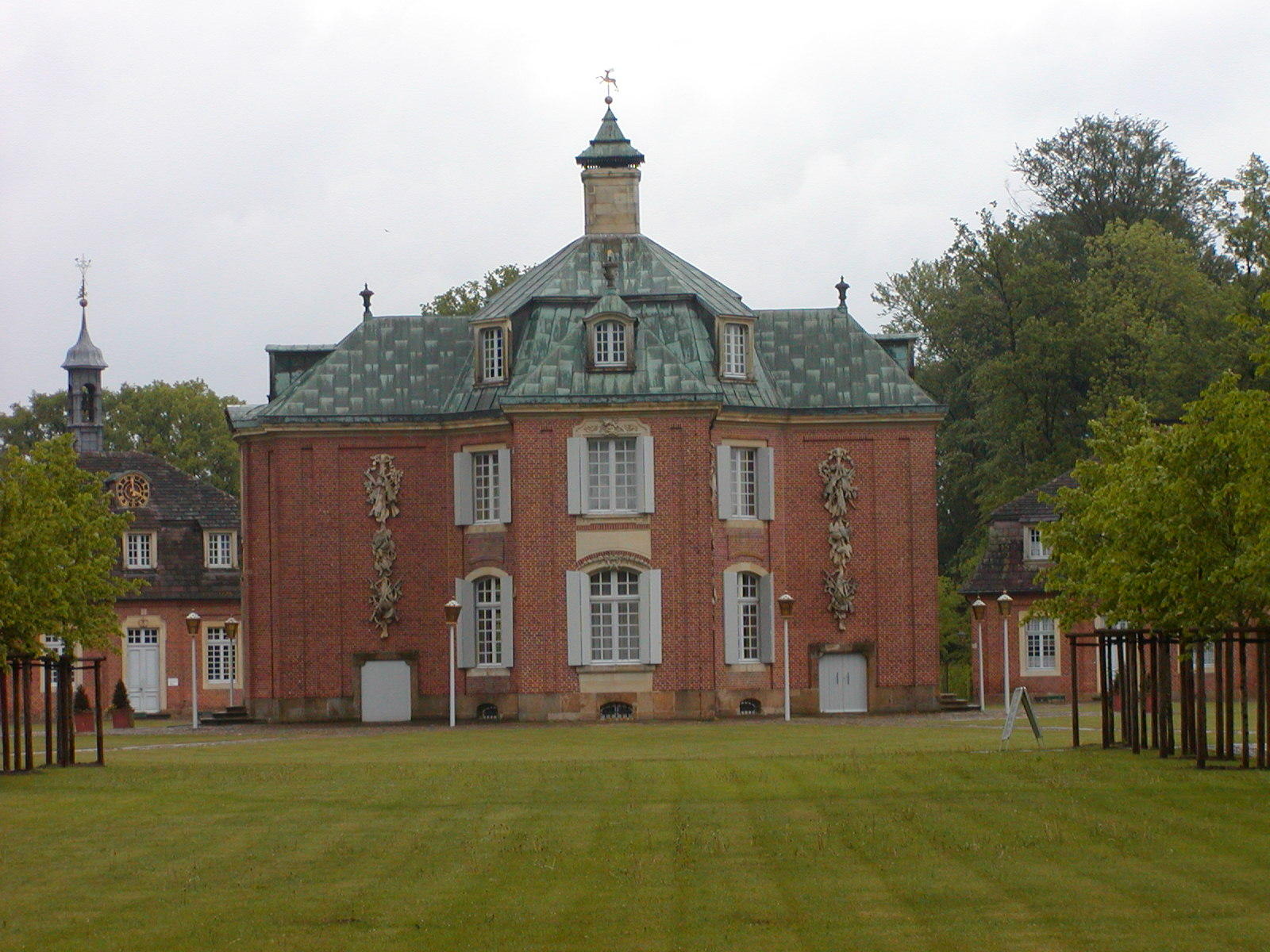
Schloss Clemenswerth

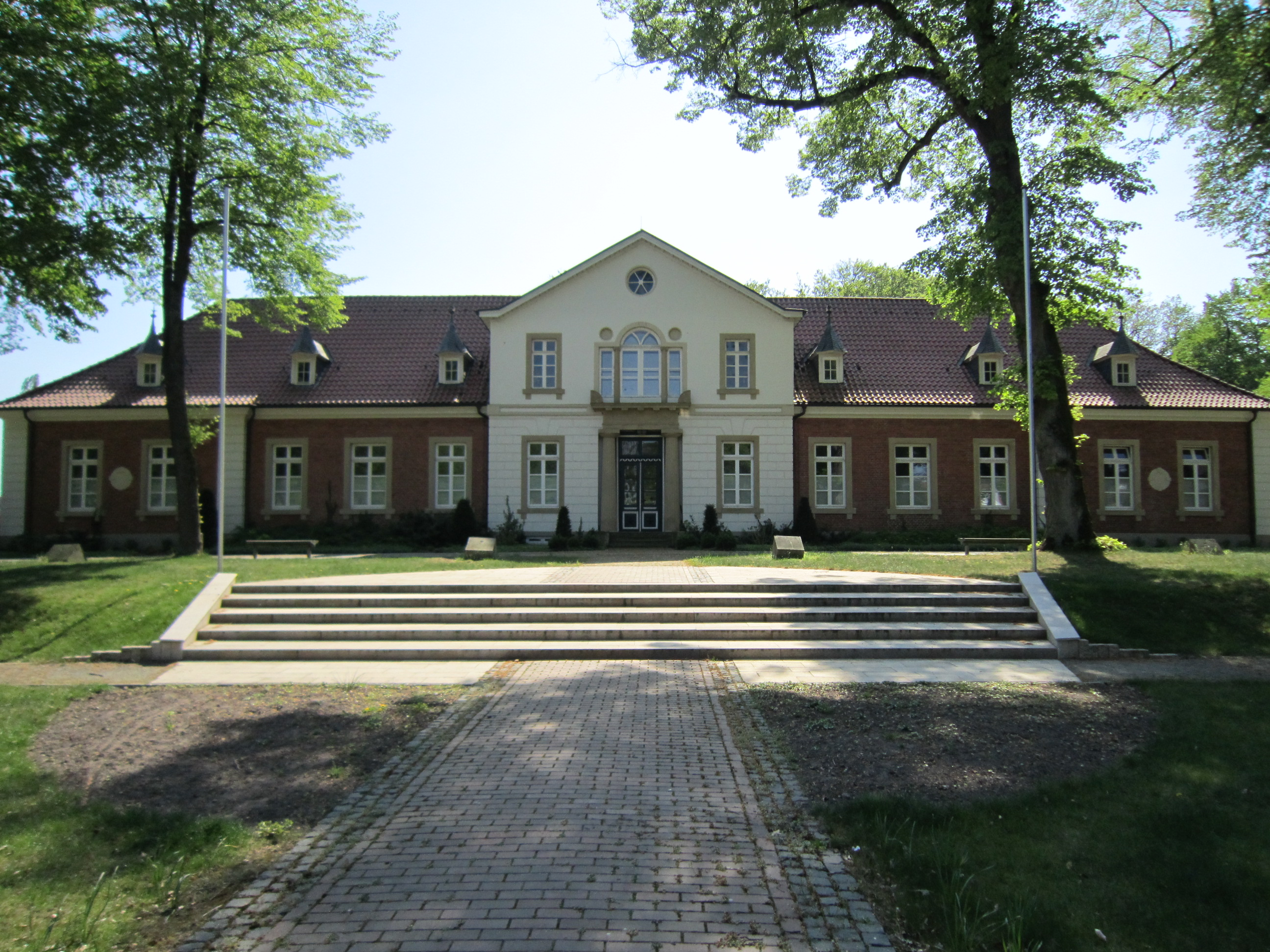
Ludmillenhof

Sögel ist heute ein staatlich anerkannter Erholungsort und wird von Einheimischen für seine idyllische Lage auf dem Hümmling wertgeschätzt. Sögel ist von Wald umgeben und bietet gleichsam Erholungssuchenden wie auch Sportlern ein breites Angebot.

### Gebäude und Anlagen
Von überregionaler Bedeutung ist die barocke Schlossanlage Clemenswerth, in der sich acht sternförmig angeordnete kleinere Pavillonhäuser um einen größeren Zentralbau gruppieren. Die einzelnen Bauten sind eingefügt in acht, z. T. doppelreihige Linden-Alleen und bilden so einen Jagdstern. Errichtet wurde die Anlage in der Zeit von 1737 bis 1749 vom kurfürstlichen Architekten Johann Conrad Schlaun für den Kölner Erzbischof und Kurfürsten, Fürstbischof von Münster und Träger weiterer Titel Clemens August I. von Bayern. Das Jagdschloss Clemenswerth ist das am besten erhaltene barocke Jagd- und Lustschloss seiner Art in Europa. Die sternförmige Anlage ist gekennzeichnet von einzelnen Achsen, die jeweils in eine Allee ragen und vom Zentralpavillon aus nur aus angewinkelter Position aus dem Fenster erblickt werden können. Die unmittelbare Umgebung des Waldes ermöglichte die Jagd. Teil der Anlage sind auch die drei miteinander durch Kanäle verbundenen Schlossteiche, die ebenfalls auf Achsen liegen, sowie der historische Marstall, der heute eine Jugendbildungsstätte beherbergt.
Auch ein Kapuzinerkloster, in dem noch heute einige wenige Patres leben, gehört zur Schlosskapelle. Dieser angegliedert ist ein großer Klostergarten. Clemenswerth ist heute Museum mit separater Töpferei und Sitz der Emsländischen Landschaft.
Sehenswert sind auch der ehemals herzogliche Ludmillenhof, der heute das Rathaus beherbergt, sowie der alte Amtsbrunnen und der Heimathof.
Am Loruper Weg liegt der seit 1835 bestehende Jüdische Friedhof, der nach seiner Schändung und Erneuerung und der Zerstörung der Synagoge ein letztes Denkmal der großteils ermordeten jüdischen Gemeinde ist.
In Sögel befinden sich eine katholische Kirche und auch eine Bartning-Notkirche (Typ D, Gemeindezentrum).
In dem Ort steht auch die erste rumänisch-orthodoxe Kirche Niedersachsens (und die vierte in Deutschland). Die Kirche ist komplett aus Holz gebaut. Sie wurde im Frühjahr 2021 fertiggestellt und bietet Platz für ca. 200 Gläubige. Das Bauwerk beeindruckt mit knapp 32 Metern Höhe und 24 Metern Länge, mächtigen Holzbalken, vielen handgeschnitzten Elementen und den weit über 100 000 aufgenagelten rund 60 cm langen und 9 cm breiten Holz-Dachschindel. Im Glockenturm wurden eine 133 und eine 79 Kilogramm schwere bronzelegierte Glocken eingehängt.

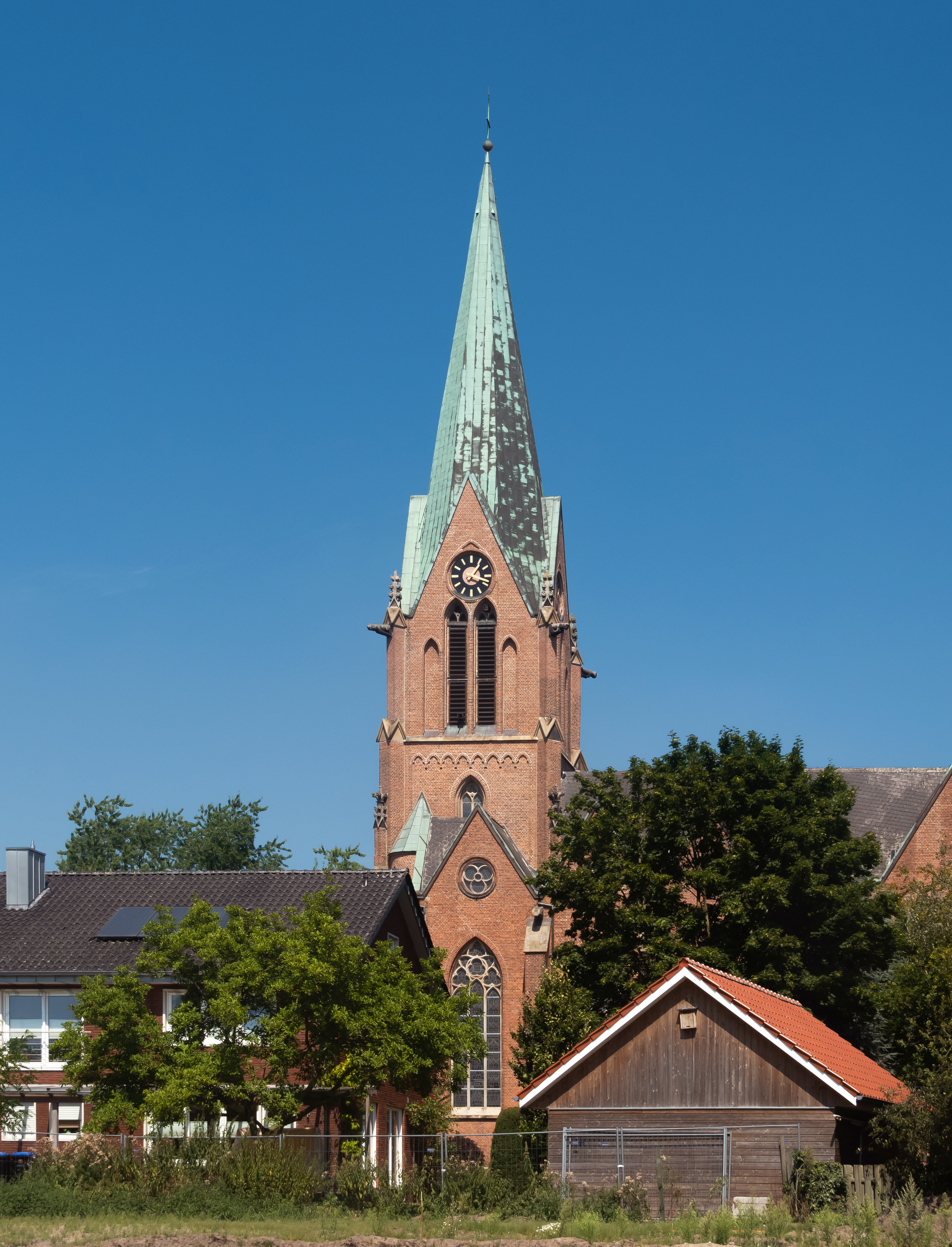
Katholische Pfarrkirche Sankt-Jakobus-Kirche
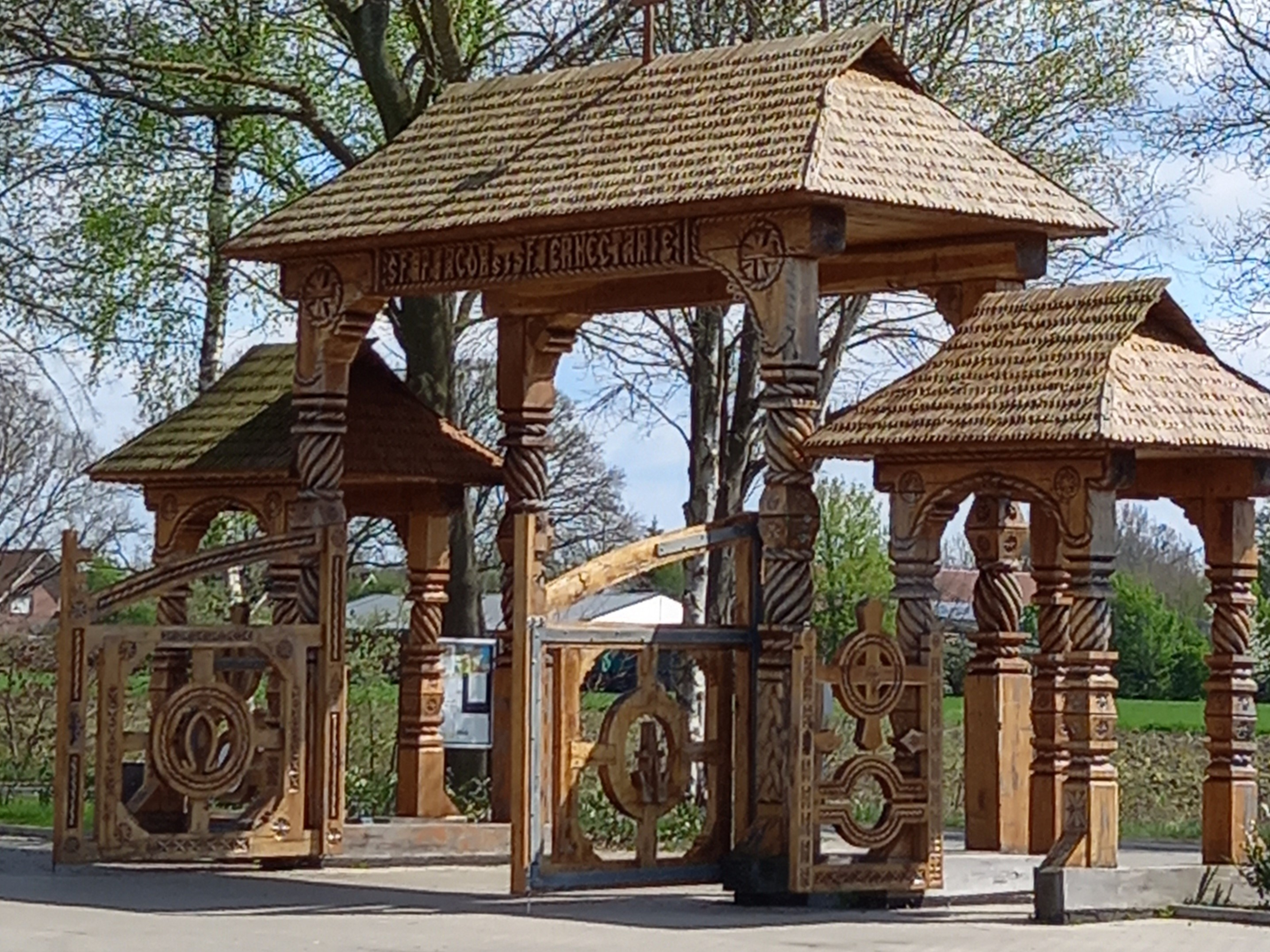
Einfahrtstor zur Rumänisch-Orthodoxen Kirche
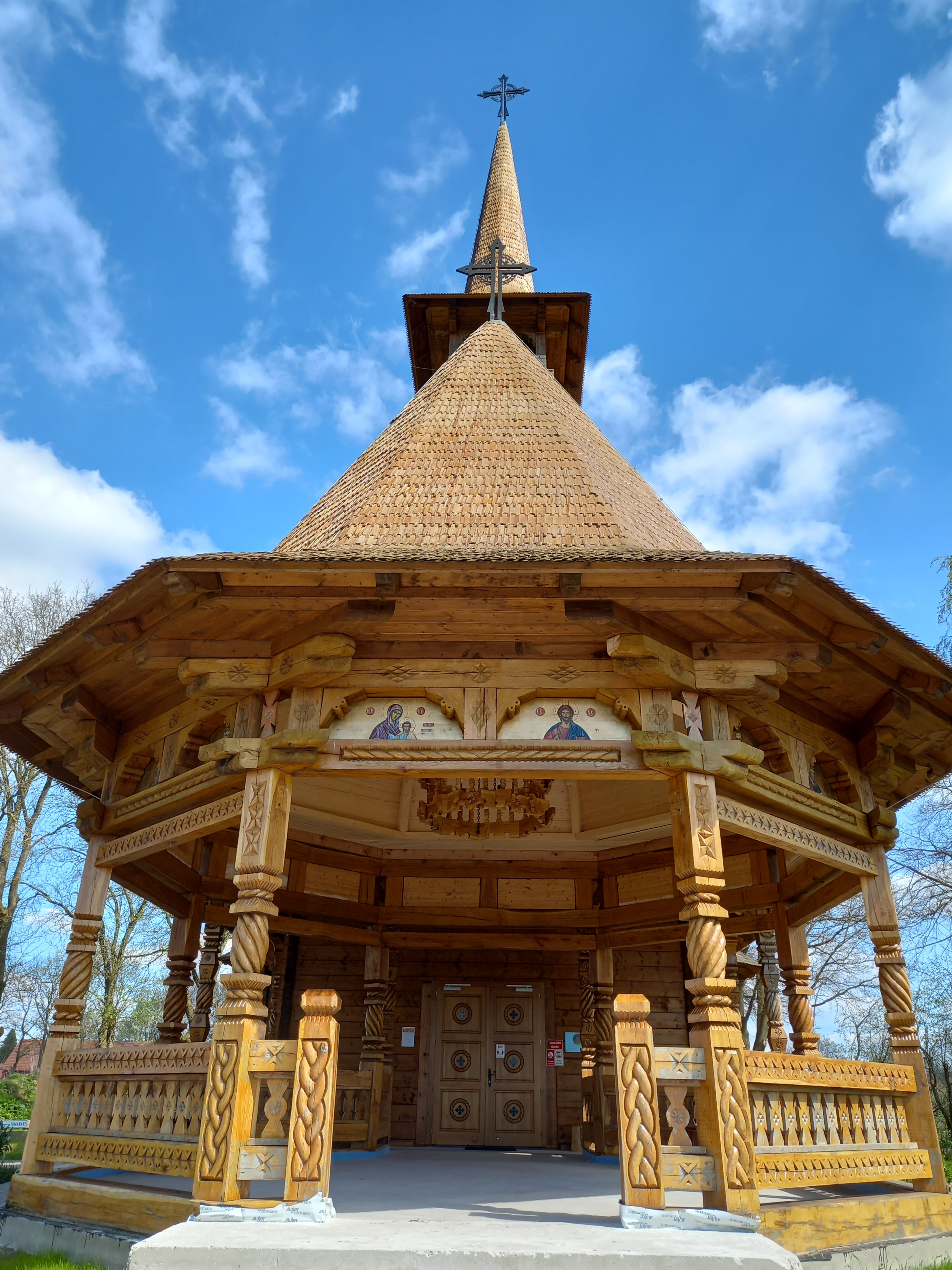
Eingang zur Rumänisch-Orthodoxen Kirche

### Mauergedichte
An markanten Punkten der Gemeinde Sögel hat seit 2012 der „Arbeitskreis Mauergedichte“ mit Unterstützung der Gemeinde Sögel bislang zwölf (Stand: Juni 2020) „Mauergedichte“ anbringen lassen. Elf der Gedichttexte sind an Hauswänden angebracht, der Text des Gedichts Der römische Brunnen hingegen auf dem Pflaster rund um den dreischaligen Brunnen beim Rathaus.

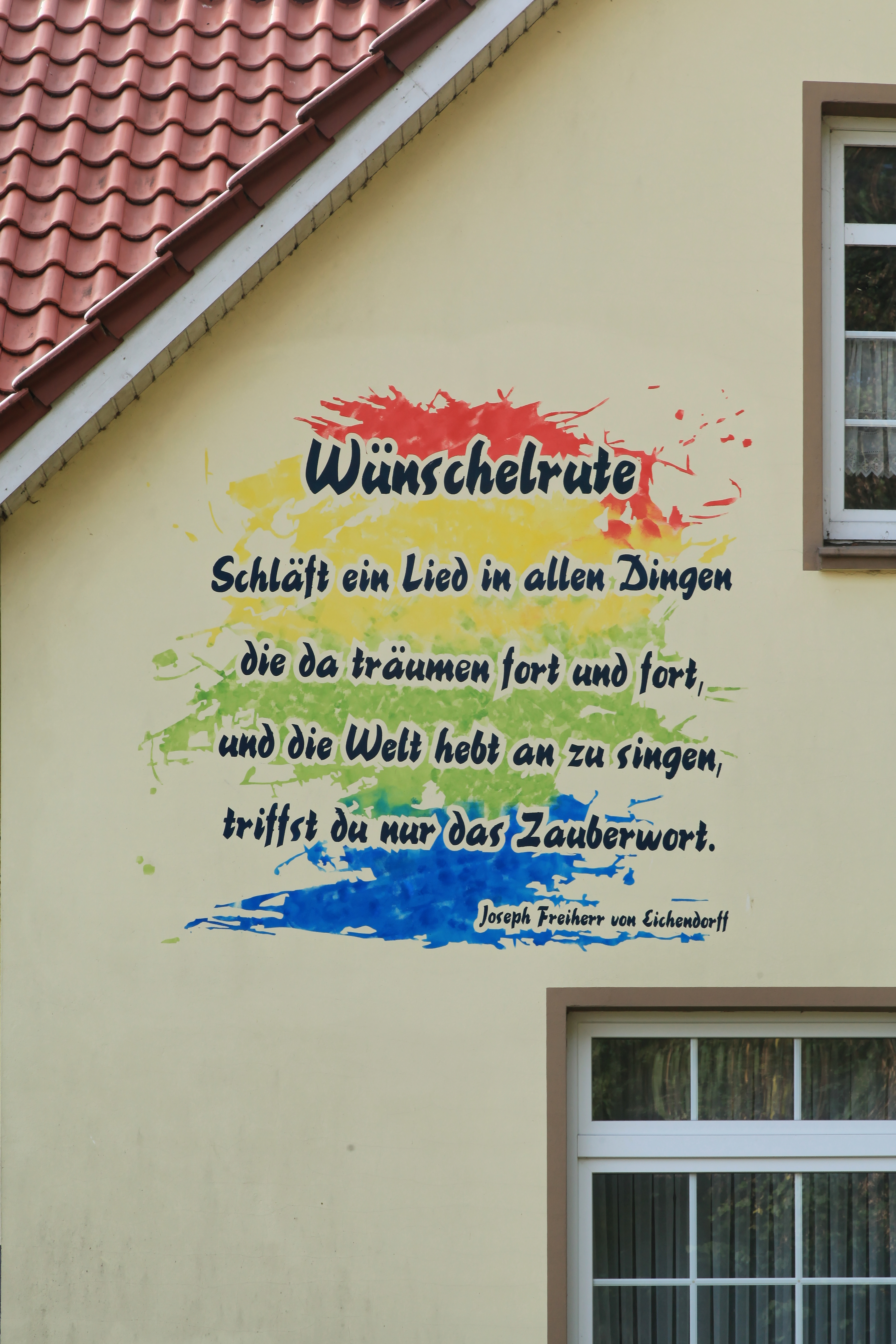
Gedicht von Joseph von Eichendorff am Haus Prinzenkamp 10
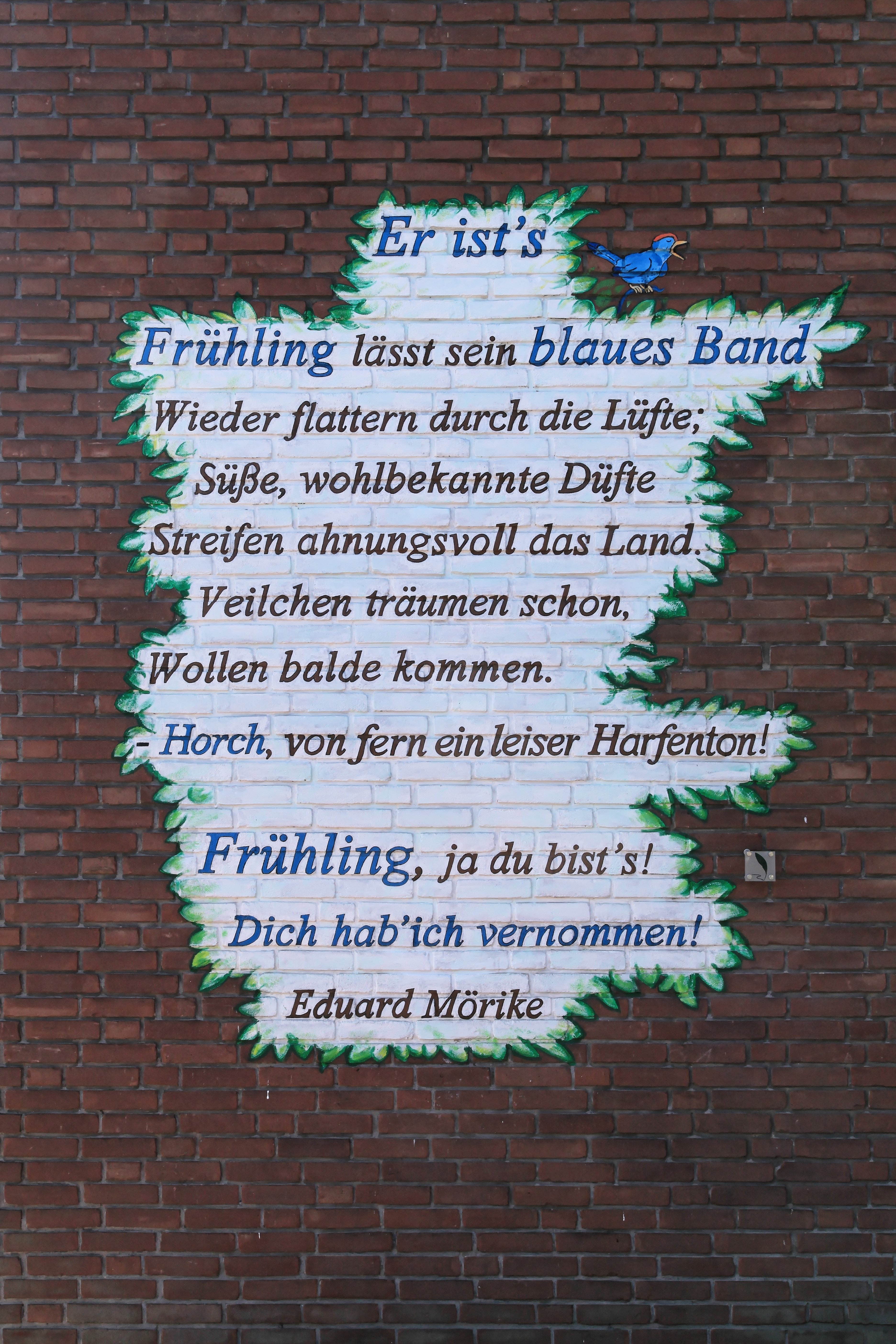
Gedicht von Eduard Mörike am Haus Mühlenstraße 15
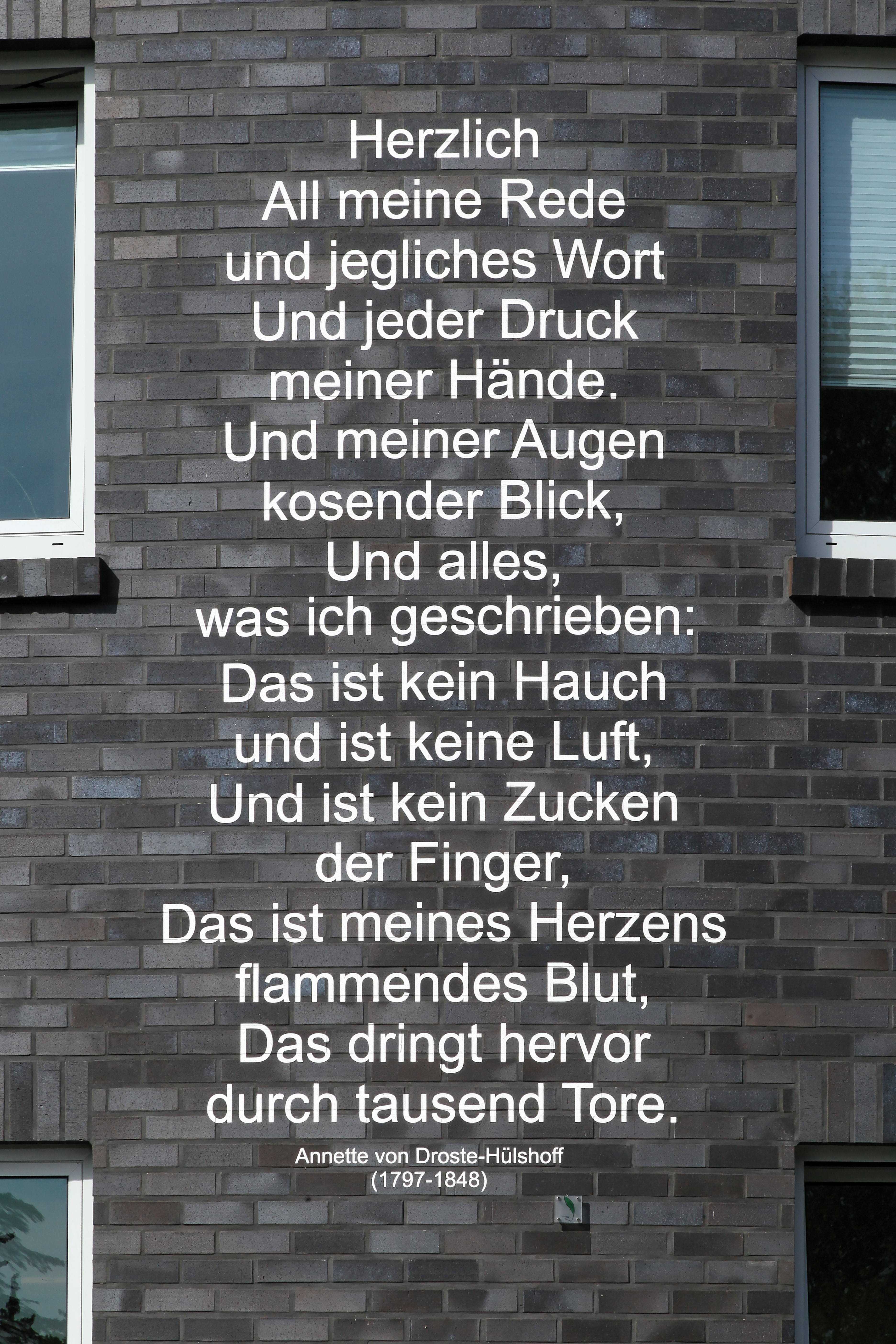
Gedicht von Annette von Droste-Hülshoff am Rathaus
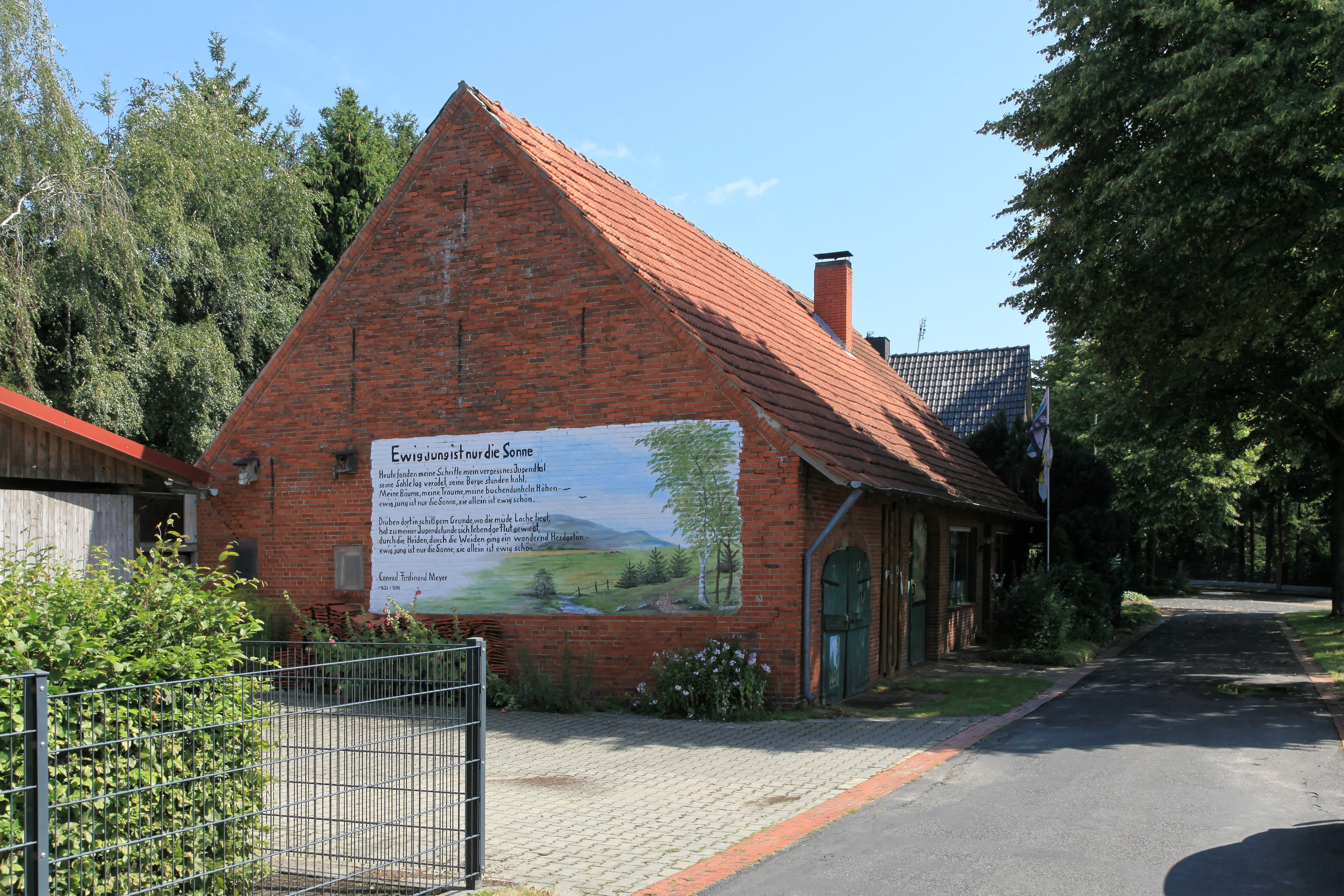
Gedicht von Conrad Ferdinand Meyer am Haus Bergstraße 6

### Stein- und Hügelgräber in der Samtgemeinde Sögel
Die meisten der in der Samtgemeinde Sögel liegenden, rund 5000 Jahre alten Stein- und Hügelgräber bilden Stationen der Straße der Megalithkultur. Alle 17 Stationen der Straße mit den Nummern 14a bis 18d liegen auf dem Gebiet der Samtgemeinde Sögel.

### Weitere Sehenswürdigkeiten im freien Gelände
Sehenswert sind ferner der See „Sögeler Meer“ und mehrere Naturschutzgebiete.

## Verkehr
Die Gemeinde ist durch Landesstraßen an das Straßennetz angeschlossen. Einen eigenen Personenbahnhof gibt es im Hümmlingort Sögel nicht; hier sind die Bahnhöfe der Umgebung in Meppen oder Lathen anzufahren. An der Bahnstrecke Lathen–Werlte der Emsländischen Eisenbahn befindet sich ein alter Güterbahnhof.

## Bildung
Gymnasium
- Hümmling-Gymnasiums (gegründet 1966)

Oberschule
- Schule am Schloss

Grundschule
- Bernhardschule

Förderschule mit dem Schwerpunkt Lernen
- Erich Kästner-Schule (gegründet 1971)

Weitere Bildungseinrichtungen
- Jugendbildungsstätte Marstall Clemenswerth

## Persönlichkeiten

### In Sögel geboren
- Johann Bernhard Hensen (1828–1870), Architekt
- Emil Russell (1835–1907), Jurist und Bankier
- Albert Trautmann (1867–1920), Apotheker und Schriftsteller
- Johannes Kossen (1869–1934), Politiker, MdL
- Wilhelm Röpke (1873–1945), Chirurg in Wuppertal, Präsident der Deutschen Gesellschaft für Chirurgie
- Johannes Kathmann (1885–1971), Landrat des Kreises Coesfeld in Westfalen
- Elisabeth Schlicht (1914–1989), Prähistorikerin
- Konrad Schneller (1937–2007), Politiker, MdL
- Reiner Priggen (* 1953), Politiker, MdL
- Gerhild Romberger, Sängerin

### In Sögel gestorben
- Katharina Sibylla Schücking (1791–1831), Dichterin
- Fritz Husemann (1873–1935), Politiker
- Johann Heermann (1897–1976), Politiker, MdL
- Peter Coryllis (1909–1997), Schriftsteller

## Sögel als Namensgeber
Ein Krater auf dem Mars in der Lunae-Palus-Region mit den Koordinaten 21,6° N, 55,2° W ist nach der Gemeinde Sögel benannt. Sögel hat einen Durchmesser von 30 km.